# Liste der Monuments historiques in Le Plessis-Grammoire
Die Liste der Monuments historiques in Le Plessis-Grammoire führt die Monuments historiques in der französischen Gemeinde Le Plessis-Grammoire auf.

## Liste der Bauwerke
| Bezeichnung             | Beschreibung                       | Standort | Kennzeichnung | Schutzstatus | Datum | Bild           |
| ----------------------- | ---------------------------------- | -------- | ------------- | ------------ | ----- | -------------- |
| Kirche St-Jacques       | Erbaut ab dem 12. Jahrhundert      | (Lage)   | PA00109229    | Classé       | 1922  | weitere Bilder |
| Château de la Berthière | Schloss, erbaut im 17. Jahrhundert | (Lage)   | PA00109228    | Inscrit      | 1980  |                |
| Manoir du Grand-Loiron  | Herrenhaus                         | (Lage)   | PA00109230    | Inscrit      | 1968  |                |

## Liste der Objekte
- Monuments historiques (Objekte) in Le Plessis-Grammoire in der Base Palissy des französischen Kultusministeriums